# Femella de rebló

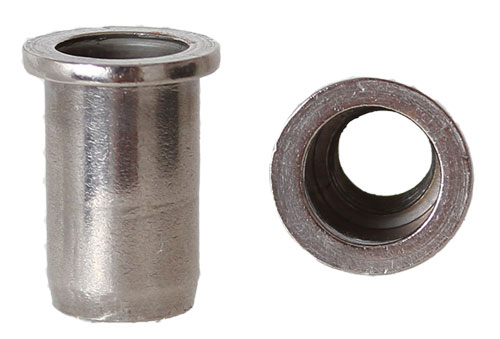
Rosca de rebló típica

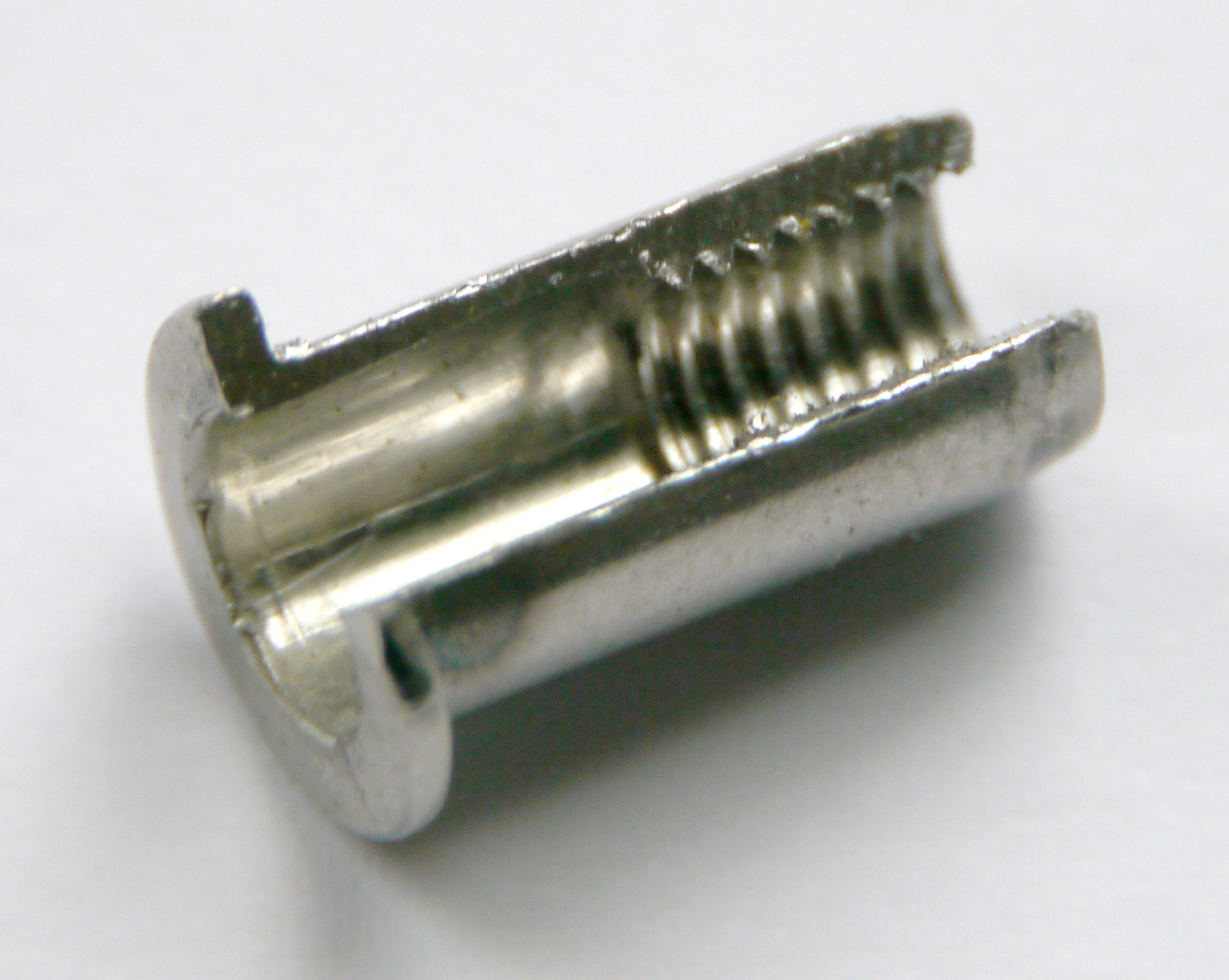
Vista en secció

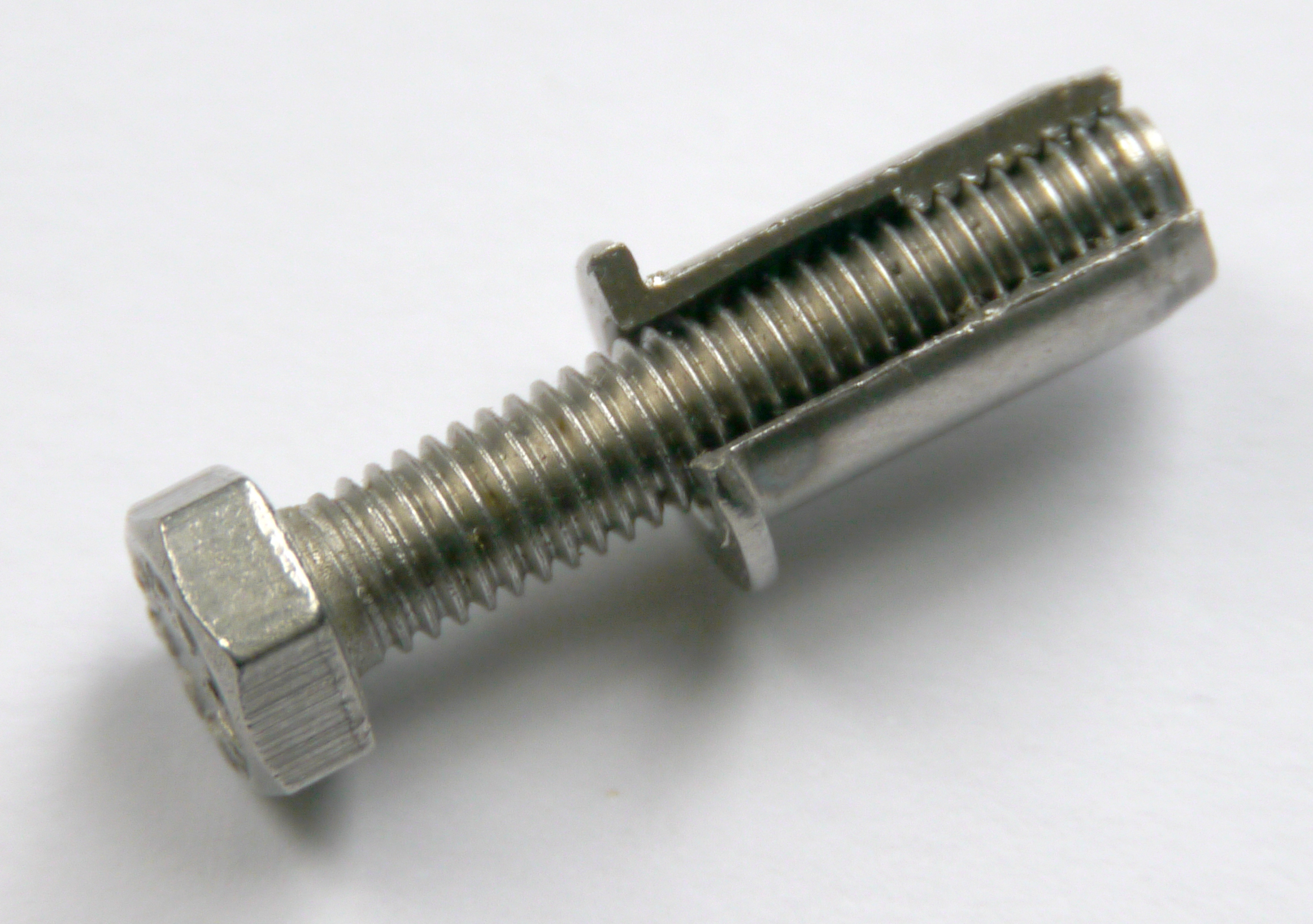
Vista en secció, amb el cargol inserit

Una femella de rebló, o femella de rebló cec és un rebló tubular d'una sola peça roscat internament i avellanat que es pot ancorar completament des d'un costat. És una mena d'inserció roscada. N'hi ha de dos tipus: un està dissenyat per formar una protuberància a la part posterior del panell a mesura que s'estreny un cargol a les seves rosques. L'altre es dibuixa de manera similar a un cargol, però s'introdueix dins la màniga en lloc de crear una protuberància cap a fora.

## Història
La primera femella de rebló va ser creada per BF Goodrich a la dècada de 1930 i venuda amb la marca registrada RIVNUT®. Es va utilitzar per primer cop per muntar botes de goma per a descongelar les ales dels avions.

## Ús
En el camp de l'aviació, les femelles de rebló s'utilitzen sovint per connectar diversos elements, com ara descàrregues estàtiques i cobertes d'accés d'inspecció, a la superfície d'un avió. Les femelles de rebló són un reemplaçament ideal de les femelles de soldadura perquè no distorsionaran els materials de base, eliminen les esquitxades de soldadura, els fums tòxics i altres subproductes del procés de soldadura i es poden instal·lar en molts tipus diferents de material, incloent l'acer., plàstic, compostos i fibra de vidre.